# Station Bendo
Bendo is een voormalig spoorwegstation in Blitar in de Indonesische provincie Oost-Java.